# خافير رينا
خافير رينا (بالإسبانية: Javier Reina)‏ (4 يناير 1989 بكالي في كولومبيا - ) هو لاعب كرة قدم كولومبي في مركز الوسط. شارك مع منتخب كولومبيا تحت 20 سنة لكرة القدم. أما مع النوادي، فقد لعب مع أمريكا دي كالي وأوليمبو وكولو-كولو ونادي سونغنام ونادي سيارا ونادي فيتوريا ونادي كروزيرو ونادي ميلوناريوس وتشونام دراغونز وIpatinga Futebol Clube ‏.

## روابط خارجية
- خافير رينا على موقع دوري كوريا الجنوبية (الإنجليزية)
- خافير رينا على موقع قاعدة بيانات كرة القدم.إي يو (الإنجليزية)
- خافير رينا على موقع Soccerway.com (الإنجليزية)
- خافير رينا على موقع AS.com (الإسبانية)